# Andrei Wiktorowitsch Turgenew
Andrei Wiktorowitsch Turgenew (russisch Андрей Викторович Тургенев; * 5. Januar 1989 in Atschinsk, Sowjetunion) ist ein russischer Biathlet.
Andrei Turgenew gab sein internationales Debüt bei den Biathlon-Juniorenweltmeisterschaften 2010 in Torsby, wo er 31. des Einzels, 12. des Sprints, Siebter der Verfolgung wurde und gewann mit Nasir Rabadanow, Jewgeni Petrow und Dimitri Kononow im Staffelrennen die Bronzemedaille. Daran schlossen sich die Juniorenrennen der Biathlon-Europameisterschaften 2010 in Otepää an, bei denen Turgenew 20. des Sprint und 15. der Verfolgung wurde sowie den Titel im Einzel gewann. Im weiteren Jahresverlauf gewann er bei den Juniorenrennen der Sommerbiathlon-Weltmeisterschaften 2010 in Duszniki-Zdrój den Titel im Sprint und wurde Fünfter der Verfolgung. Zur ersten internationalen Meisterschaft bei den Männern wurden die Sommerbiathlon-Weltmeisterschaften 2013 in Forni Avoltri. Im Sprint blieb er fehlerfrei und wurde 17., mit sechs Fehlern im darauf basierenden Verfolgungsrennen verbesserte er sich auf den 14. Rang.